# Валя-Каселор (Бакеу)
Валя-Каселор (рум. Valea Caselor) — село у повіті Бакеу в Румунії. Входить до складу комуни Ліпова.
Село розташоване на відстані 268 км на північ від Бухареста, 27 км на північний схід від Бакеу, 56 км на південний захід від Ясс.

## Населення
За даними перепису населення 2002 року у селі проживали 407 осіб, усі — румуни. Усі жителі села рідною мовою назвали румунську.